# Herbert Löbe
Herbert Löbe (* 26. Februar 1923) ist ein ehemaliger deutscher Fußballspieler. Er spielte 1949/50 für die BSG KWU Erfurt in der höchsten ostdeutschen Fußballklasse. 

## Sportliche Laufbahn
Löbes Fußballkarriere begann nach Ende des Zweiten Weltkriegs bei der SG Erfurt-West. Diese nannte sich 1948 in SG Fortuna um und wurde 1949 mit Löbe Thüringer Fußballmeister. Damit waren die Erfurter für die Teilnahme an der Fußball-Ostzonenmeisterschaft 1949 qualifiziert. Im Halbfinale schoss Löbe die 1:0-Führung beim 4:3-Sieg nach Verlängerung über die SG Einheit Meerane. Im Finale verlor Erfurt mit Löbe als rechtem Außenstürmer gegen die ZSG Union Halle mit 1:4. 
Als Vizemeister erhielten die Erfurter das Startrecht für die zur Saison 1949/50 neu eingerichtete ostdeutsche Fußball-Zonenliga (später DS-Oberliga, DDR-Oberliga), mit der künftig der ostdeutsche Fußballmeister ermittelt werden sollte. Erfurt ging unter dem neuen Namen BSG KWU und mit dem 26-jährigen Herbert Löbe in die Saison. Er wurde in den 26 Punktspielen 20-mal eingesetzt und kam zu fünf Torerfolgen. Als Erfurt im September 1950 im Finale des DDR-Fußballpokals stand (0:4 gegen BSG EHW Thale) fehlte Löbe. Eine Woche später bestritt er bereits sein letztes Oberligaspiel für Erfurt und trat danach im höherklassigen Fußball nicht wieder in Erscheinung.